# Quido Adamec
Quido Adamec, češki hokejski sodnik in član Mednarodnega hokejskega hrama slavnih, * 15. december 1924, Praga, Češkoslovaška, † 22. julij 2007.

## Kariera
Na svoji prvi tekmi je sodil leta 1946. Od 1952 do 1969 je deloval kot sodnik v Češki ligi. Na mednarodni ravni je sodil na sedmih Svetovnih prvenstvih, od tega tudi na prvenstvu leta 1959 v Češkoslovaški. 
Od 1973 je deloval kot predsednik združenja čeških hokejskih sodnikov, obenem je bil tudi preko 25 let član Mednarodnega združenja hokejskih sodnikov. Leta 2005 so mu za življenjsko delo pri IIHF podelili članstvo v Mednarodnem hokejskem hramu slavnih.  Leta 2016 je bil sprejet v Češki hokejski hram slavnih.